# P. C. Barua
Pour les articles homonymes, voir Barua (homonymie).
Pramathesh Chandra Barua (assamais : প্রমথেশ চন্দ্র বৰুৱা, bengali : প্রমথেশ চন্দ্র বড়ুয়া) dit P. C. Barua, né en octobre 1903 et mort le 29 novembre 1951, est un acteur, réalisateur, scénariste et producteur de cinéma indien.

## Biographie

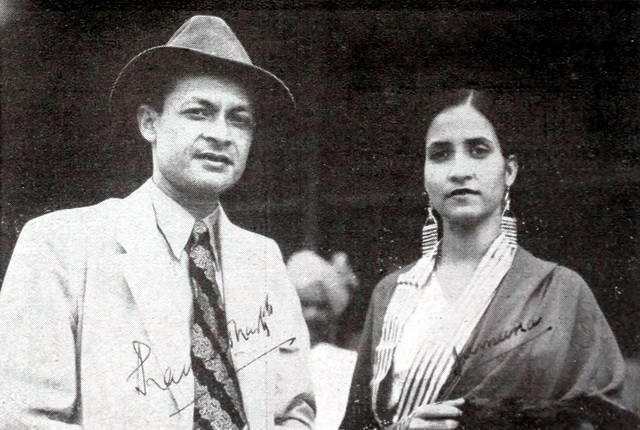
P. C. Barua et Jamuna le 7 11 1938

## Filmographie

### Comme acteur

#### Cinéma muet
- 1930 : Panchasar / The Blind God de Debaki Bose[1]
- 1931 : Aparadhi de Debaki Bose
- 1931 : Charitraheen de Dhirendranath Ganguly
- 1931 : Takay Ki Na Hay / What Cannot Money Do de Dhirendranath Ganguly[1]
- 1932 : Bengal 1983 de P. C. Barua[note 1]
- 1932 : Bhagya Laxmi / Goddess of Fortune de Kaliprasad Ghosh[1]
- 1932 : Nishir Daak / Phantom Call de Debaki Bose[note 2]
- 1932 : Ekada / Once de Shushil Mazumdar[note 3]

#### Cinéma parlant
- 1934 : Roop Lekha (bengali) - Mohabbat Ki Kasauti (hindi) de P. C. Barua
- 1935 : Abasheshe de Dinesh Ranjan Das
- 1935 : Debdas (bengali) - Devdas (hindi)  de P. C. Barua
- 1936 : Grihadah (bengali) - Manzil (hindi) de P. C. Barua
- 1937 : Mukti (bengali) - Mukti (hindi) de P. C. Barua
- 1938 : Adhikar (bengali) - Adhikar (hindi, 1939) de P. C. Barua
- 1939 : Rajat Jayanti de P. C. Barua
- 1940 : Shap Mukti de P. C. Barua
- 1941 : Mayer Pran de P. C. Barua
- 1941 : Uttarayan de P. C. Barua
- 1942 : Sesh Uttar (bengali) - Jawab (hindi) de P. C. Barua
- 1943 : Chandar Kalanka (bengali, 1944) - Rani (hindi) de P. C. Barua
- 1946 : Pehchan de P. C. Barua

### Comme réalisateur
- 1932 : Bengal 1983
- 1934 : Roop Lekha (bengali) - Mohabbat Ki Kasauti (hindi)
- 1935 : Debdas (bengali) - Devdas (hindi)
- 1936 : Maya (bengali) - Maya (hindi)
- 1936 : Grihadah (bengali) - Manzil (hindi)
- 1937 : Mukti (bengali) - Mukti (hindi)
- 1938 : Adhikar (bengali) - Adhikar (hindi, 1939)
- 1939 : Rajat Jayanti
- 1940 : Priyo Bandhabi
- 1940 : Shap Mukti
- 1940 : Zindagi
- 1941 : Mayer Pran
- 1941 : Uttarayan
- 1942 : Sesh Uttar (bengali) - Jawab (hindi)
- 1943 : Chandar Kalanka (bengali, 1944) - Rani (hindi)
- 1944 :  Subah-Shaam
- 1945 :  Amiri (inachevé)
- 1946 : Pehchan
- 1949 : Iran Ki Ek Raat
- 1953 : Maya Kanan